# Campeonato Mundial de Patinaje de Velocidad sobre Hielo de 1985
El LXXIX Campeonato Mundial de Patinaje de Velocidad sobre Hielo se celebró en dos sedes: las competiciones masculinas en Hamar (Noruega) del 16 al 17 de febrero y las femeninas en Sarajevo (Yugoslavia) del 9 al 10 de febrero de 1985 bajo la organización de la Unión Internacional de Patinaje sobre Hielo (ISU), la Federación Noruega de Patinaje sobre Hielo y la Federación Yugoslava de Patinaje sobre Hielo.

## Resultados

### Masculino
| Evento                | Oro                                        | Plata                                         | Bronce                                             |
| --------------------- | ------------------------------------------ | --------------------------------------------- | -------------------------------------------------- |
| 500 m                 | Gaétan Boucher · Canadá · 38,00 s          | Oleg Bozhiev URSS 38,49 s                     | Viktor Shasherin URSS 38,82 s                      |
| 1500 m                | Oleg Bozhiev URSS 1:59,16                  | Hein Vergeer · Países Bajos · 1:59,37         | Gaétan Boucher · Canadá · 1:59,45                  |
| 5000 m                | Hein Vergeer · Países Bajos · 7:05,59      | Hilbert van der Duim · Países Bajos · 7:08,74 | Geir Karlstad · Noruega · 7:10,30                  |
| 10000 m               | Geir Karlstad · Noruega · 14:48,54         | David Silk Estados Unidos 15:00,56            | Christian Eminger · Austria · 15:04,91             |
| Clasificación general | Hein Vergeer · Países Bajos · 166,931 pts. | Oleg Bozhiev URSS 167,679 pts.                | Hilbert van der Duim · Países Bajos · 167,718 pts. |

### Femenino
| Evento                | Oro                            | Plata                            | Bronce                                     |
| --------------------- | ------------------------------ | -------------------------------- | ------------------------------------------ |
| 500 m                 | Andrea Schöne RDA 41,00 s      | Irina Fateyeva URSS 41,30 s      | Seiko Hashimoto Japón 41,40 s              |
| 1500 m                | Andrea Schöne RDA 2:05,47      | Sabine Brehm RDA 2:06,15         | Gabi Schönbrunn RDA 2:08,10                |
| 3000 m                | Andrea Schöne RDA 4:34,49      | Gabi Schönbrunn RDA 4:37,27      | Heike Schalling RDA 4:37,86                |
| 5000 m                | Andrea Schöne RDA 7:32,82      | Gabi Schönbrunn RDA 7:36,87      | Yvonne van Gennip · Países Bajos · 7:38,87 |
| Clasificación general | Andrea Schöne RDA 173,853 pts. | Gabi Schönbrunn RDA 176,798 pts. | Sabine Brehm RDA 177,122 pts.              |

## Medallero
- Solo se otorgan medallas en la clasificación general.

| Núm. | País         | Oro | Plata | Bronce | Total |
| ---- | ------------ | --- | ----- | ------ | ----- |
| 1    | RDA          | 1   | 1     | 1      | 3     |
| 2    | Países Bajos | 1   | 0     | 1      | 2     |
| 3    | URSS         | 0   | 1     | 0      | 1     |
|      | TOTAL        | 2   | 2     | 2      | 6     |